# Jürg Peter Buser
Jürg Peter Buser (1946) é um matemático suíço, que trabalha com geometria diferencial e análise global.
Buser obteve um doutorado em 1976 na Universidade de Basileia, orientado por Heinz Huber, com a tese Untersuchungen über den ersten Eigenwert des Laplaceoperators auf kompakten Flächen.
É professor da École polytechnique fédérale de Lausanne (EPFL).

## Obras
- Über eine Ungleichung von Cheeger, Math. Z., Volume 158, 1978, p. 245–252
- Isospectral Riemann Surfaces, Annales Institut Fourier (Grenoble), Volume 36, 1986, p. 167–192, online
- Cayley graphs and planar isospectral domains, in Toshikazu Sunada (Ed.), Geometry and Analysis on Manifolds, Springer Verlag, Lecture Notes in Mathematics, Volume 1339, 1988, p. 64–77
- Geometry and Spectra of compact Riemann Surfaces, Birkhäuser 1992
- com Hermann Karcher: Gromov`s almost flat manifolds, Asterisque 1981, Nr. 81, p. 148
- com John Horton Conway, Peter Doyle, Klaus-Dieter Semmler: Some planar isospectral domains, International Mathematical Research Notes, Volume 9, p. 391, pdf